# 3-й гвардійський дивізіон (в/ч 54294-Д)
3-й гвардійський дивізіон (в/ч 54294-Д) — основний вогневий та тактичний підрозділ у 668-му ракетному полку (в/ч 54294), позивний «Інтеграл» Ракетних Військ Стратегічного Призначення СРСР.

## Історія
Створений в 1960 році і базувався в лісах неподалік села Шевченкове сучасного Шосткинського (тоді — Глухівського району) Сумської області. На озброєнні перебував ракетний комплекс з ракетою Р-14 (8К65) наземного базування.
У структурі дивізіону існувала 9-та та 10-та батареї.
У 1969 році у 9-й батареї проводили комплексне навчання з заправкою ракети Р-14 ракетним паливом. Основні технічні характеристики такі: число ступенів — 1; стартова вага — 86,3 тонн; довжина — 24,4 м; ракетне паливо — рідке, з висококиплячих компонентів, самозаймисте (окислювач АК-27І та пальне НДМГ); потужність заряду бойової частини — 2,2 Мт; максимальна дальність стрільби — 4500 км.. Після завершення комплексного навчання особовий склад 4-го заправочного відділення повертаючись у житлову зону обов'язково проходив через ПСО (пункт санітарної обробки). Військовослужбовці 4-го заправочного відділення, які мали контакти з токсичним ракетним паливом отримували додаткове харчування і за 10 місячний період після роботи з паливом в обов'язковому поряду направлялися у Лебединський військовий шпиталь в/ч 93775 (м. Лебедин) для проходження профілактичних процедур. При кожному випадку відкриття паливного сховища ракетного топлива персонал користувався прибором хімічної розвідки (ПХР) та ізоляційними протигазами (ИП-46).
Дивізіон ділився на дві зони: житлову та бойову. Прохід в житлову зону здійснювався через контрольно-пропускну прохідну, а в бойову зону через контрольно-пропускний пункт. Дотримання спеціального допуску та інші відповідні завдання виконувала РЕМЗ (рота електо-мінних загороджень). Бойова зона була огорожена колючою проволокою в декілька рядів, і на одному з них постійно знаходтлася перемінна напруга величиною 1200 вольт.
Дивізіон постійно знаходився на бойовому чергуванні. Спочатку дивізіон був націлений на Туреччину, а після виходу Туреччини з НАТО в 1969 році пускова установка була перенацілена на Західну Європу.
На території дивізіону розташована окрема військова частина, яка повністю відповідала за регламент та збереження бойової частини (1535 ртб (ремонтно-технічна база) - в/ч 44078). В народі їх називали «головастиками».
До особового складу військовослужбовців строкової служби мобілізовувалися представники усіх республік Радянського Союзу. При звільнені в запас «дембелів» відправляли колективно вантажними автомобілями на залізничну станцію Хутір-Михайлівський, відстань до якої від території колишнього дивізіону становить приблизно 63 км.

## Командири дивізіону
1. підполковник Панфіленко Сергій Вікторович 06.1964 — 11.1968
2. підполковник Семенов Олександр Григорович 11.1968 — 11.1969
3. підполковник Меліхов Юрій Михайлович 11.1969 — 05.1971[14]
4. майор Ремизов Юрій Іванович 05.1971 — 1974
5. підполковник Нікітін Сергій Михайлович 1974—1977
6. майор Губін Юрій Михайлович 1977 — 09.1981
7. підполковник Ницак Валерій Омелянович 09.1981 — 1984
8. майор Варенников Олександр Олександрович 1985 — 09.1986
9. майор Потапенко Юрій Павлович 09.1986 — 12.1988
10. майор Купріянов Микола Миколайович 12.1988 — 09.1990
11. майор Яруллін К. 09.1990 — 12.1992[15]

## Навчально-бойові пуски дивізіону наКапустиному Ярі
- У 1967 році провели пуски ракет: 27.05.1967 року 9-та батарея, гвардії майор Ромашов В. Л. (командир батареї), оцінка — «добре»[5].
- У 1969 році провели пуски ракет: 25.03.1969 року 10-та батарея, гвардії капітан Скрипка В. І. (командир батареї), оцінка — «відмінно»[5].